# Нинослав Шибалић
Нинослав Шибалић (Мостар, 1939. — Београд, 3. март 2004) био је српски сликар, карикатуриста, писац, сценариста и драматург. Између осталог био је и први сценариста стрипа „Диканове авантуре“.

## Биографија
Дипломирао је на Академији примењених уметности у Београду, где је наставио да живи и ради. Велики део стваралаштва посветио је графичком обликовању, карикатури и илустрацији. Као сликар, излагао је самостално десетак пута у Београду, Алкмару, Ротердаму и Келну, као и на стотинак колективних изложби.
Такође се бавио и писањем у разним жанровима. Писао је биографије познатих сликара, стручне прилоге о дизајну, хумореске, као и комедије које су извођене на радио–програму. Аутор је и књиге хумористичких записа До... (Београд, 1997).
Приликом прављења стрипа „Диканове авантуре“ у Политикином Забавнику 1969. године, Нинослав Шибалић је спојио свог колегу са Академије примењених уметности, цртача Лазу Средановића, са уредником и косценаристом Николом Лекићем. Осим тога, прва Диканова прича, „Буздованске игре“, написана је заједничким радом Шибалића и Лекића.
Занимљиво је да је, као конструктор разбоја са отвореним ничаницама, Шибалић добио Златну значку Удружења београдских проналазача.
Међу колегама је био вишеструко цењен:
Када су објављене прве карикатуре Нинослава Шибалића, оне су представљале велико освежење у тој журналистичко–уметничкој дисциплини и то како по графичком изразу, тако и по идејама. Свој неспорни таленат Шибалић је потврдио и у књизи Карикатуре (Београд, 1968), али је касније, на жалост, прилично маргинализовао своје активности као хумористичког цртача. Био је члан УЛУПУДС, али је много поноснији био на своје чланство у неформалној Чубурској академији наука.— Ин мемориам Нинославу Шибалићу, Ликовни живот, Земун, 2004.
Нинослав Шибалић је преминуо 3. марта 2004. године. Сахрањен је 5. марта на Централном гробљу у Београду.

## Дела

### Књиге
- Шибалић, Нинослав. Карикатуре, Београд, 1968.
- Шибалић, Нинослав. До..., хумористички записи, самиздат, Београд, 1997.
- Средановић, Лазо, Никола Лекић, Нинослав Шибалић и Миленко Матицки. Дикан, књ. 1 (1969-1971), „Еверест Медиа“, Београд, 2013.

### Изложбе
Самосталне изложбе
- Цртани хумор : Слободан Јовић-Ети, Александар-Alex Пајванчић, Нинослав Шибалић, Галерија културног центра Београда, 1966.
- Нинослав Шибалић: гвашеви, Галерија „Веселин Маслеша“, Београд, 28. октобар - 6. новембар 1974.
- Шиједам/Ротердам, 1976.[3]
- ...и још десетак у Београду, Алкмару и Келну.

Заједничке изложбе
- Шибалић, Нинослав и др. Карикатура 71 : Салон Музеја примењене уметности, Београд, 1-18. септембар 1971 =
- Карикатура и телевизија '1984 (карикатуристи - чланови Улупудс-а), Галерија Дома културе Студентски град, Београд, 4-12. 10. 1984.[4]
- ...и на стотинак других изложби.